# ТГМ12
ТГМ12 — усовершенствованная модификация маневрового тепловоза ТГМ6А, отличается от него улучшенной компоновкой агрегатов, применением безрежимной двухтрансформаторной гидравлической передачи УГП750/1200ПР со встроенной гидромуфтой привода компрессора, тележками с бесчелюстными буксами колесных пар, возможностью установки магниторельсового тормоза, применением обандаженных колес. Максимальная скорость при маневровом режиме работы — 40 км/ч. Минимальный радиус проходимых кривых — 40 м.

## Особенности конструкции
На тепловозе предусматривается применение систем автоматического регулирования работы силовой установки с целью обеспечения поддержания наибольшего значения силы тяги при трогании и разгоне, заданной скорости движения, экономичного режима работы дизеля.
Тормозная система тепловоза оборудуется противобуксовочными и противоюзными устройствами, тормозными цилиндрами с автоматическим регулируемым выходом штока. В воздушной системе тепловоза предусмотрена установка для осушки сжатого воздуха.
На колесных парах тепловоза устанавливаются гребнесмазыватели.
Предусмотрены обеспечение работы охлаждающей установки тепловоза при температуре окружающего воздуха до −60 °С, а также возможность обогрева водяной и масляной систем дизеля от постоянного источника питания электроэнергией.
На тепловозе применено дистанционное устройство для измерения уровня топлива и предусмотрены уровнеуказывающие устройства для воды и масла дизеля.